# Lago Nyos
O Lago Nyos é um lago formado no interior de um "maar" situado no noroeste de Camarões, (6.36 N; 10.15 E). O Lago Nyos é profundo e situa-se a média altitude no flanco do Monte Oku, um vulcão inativo pertencente à Linha vulcânica dos Camarões. Uma barragem natural, formada por rocha vulcânica, mantém o lago. 
A desgasificação dos materiais vulcânicos subjacentes faz com que as águas do lago sejam extremamente ricas em dióxido e monóxido de carbono, os quais, quando libertados subitamente para a atmosfera podem causar a asfixia nas zonas vizinhas. Esse fenômeno ocorreu em 1986, matando quase 2 000 pessoas e mais de 3 000 cabeças de gado.

## Erupção límnica
Em 21 de agosto de 1986, ocorreu a incomum erupção límnica, que fez com que o lago de origem vulcânica liberasse centenas de milhares de toneladas de monóxido e dióxido de carbono, num estouro que fez com que grande parte do volume de água do lago fosse lançada a quase 100 metros de altura e criasse um pequeno tsunami. Após isso, os gases mencionados, mais pesados que o ar comum, tomaram conta das localidades próximas ao Nyos, eliminando temporariamente o oxigênio do ar e matando qualquer ser vivo de que dependesse dele para viver, por asfixia.
Para um lago vulcânico armazenar CO2 como o Nyos, deve haver pelo menos duas condições:
- O lago deve ter pelo menos 50 metros de profundidade (porque a água que está nas profundezas do lago fica densa, impedindo o escapamento do CO2).
- O clima predominante deve ser quente (equatorial).

Hoje em dia, para impedir que o CO2 se acumule novamente, as autoridades responsáveis pelo Nyos instalaram dispersores de CO2 pela superfície do lago, para que não ocorra uma tragédia como aquela que aconteceu em 1986.